# Gruppo montuoso di Monte Orsello-Monte Puzzillo
Il gruppo montuoso di Monte Orsello-Monte Puzzillo è un gruppo montuoso dell'Appennino abruzzese, appartenente alla catena montuosa del Sirente-Velino, posto sul versante sud-occidentale della Conca Aquilana, interamente compreso nel territorio del comune di Lucoli (provincia dell'Aquila), in Abruzzo.

## Descrizione
Composto a nord dal Monte Orsello (2.044 m s.l.m) e a sud dal Monte Puzzillo (2.174 m s.l.m), divisi dal valico della Chiesola (1.633 m), il primo si affaccia sull'alta valle del Raio (Tornimparte), quella del Rio e la Piana di Campo Felice (Lucoli), mentre il secondo sulla parte occidentale della Piana di Campo Felice (Camardosa), la Val Leona e la valle del Morretano (Lucoli). Entrambe le montagne presentano il versante nord-orientale fittamente boscoso di faggi (bosco di monte Orsello e bosco di Monte Puzzilo), a dispetto dei versanti meridionali e occidentali quasi privi di vegetazione arborea. Fa parte del gruppo anche il monte La Torricella.
Le cime sono facilmente raggiungibili tramite comodi sentieri escursionistici, prestandosi d'inverno anche allo sci escursionismo e allo scialpinismo. Dalle cime la visuale spazia sul gruppo montuoso di Monte Ocre-Monte Cagno e il Gran Sasso a est, la parte settentrionale della Conca aquilana, il gruppo montuoso di Monte Calvo, il Terminillo, Monti della Laga e i Monti Sibillini a nord, le Montagne della Duchessa, il gruppo del Monte Velino e il gruppo montuoso Monte San Rocco-Monte Cava a ovest e infine i Monti di Campo Felice a sud.

## Galleria d'immagini

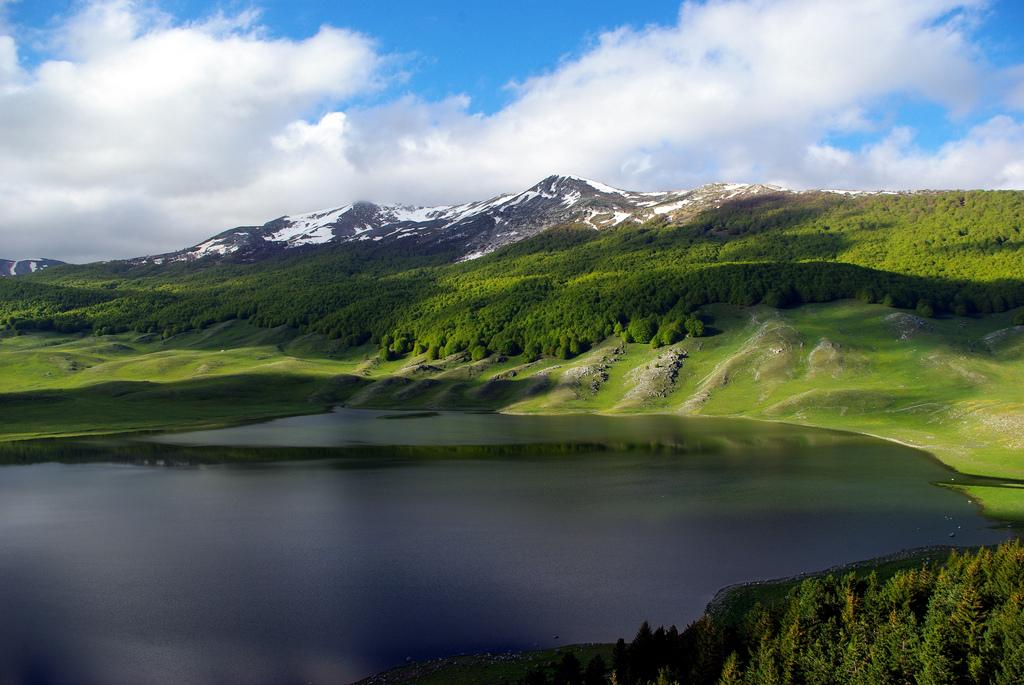
Monte Puzzillo dall'imbocco della Piana di Campo Felice
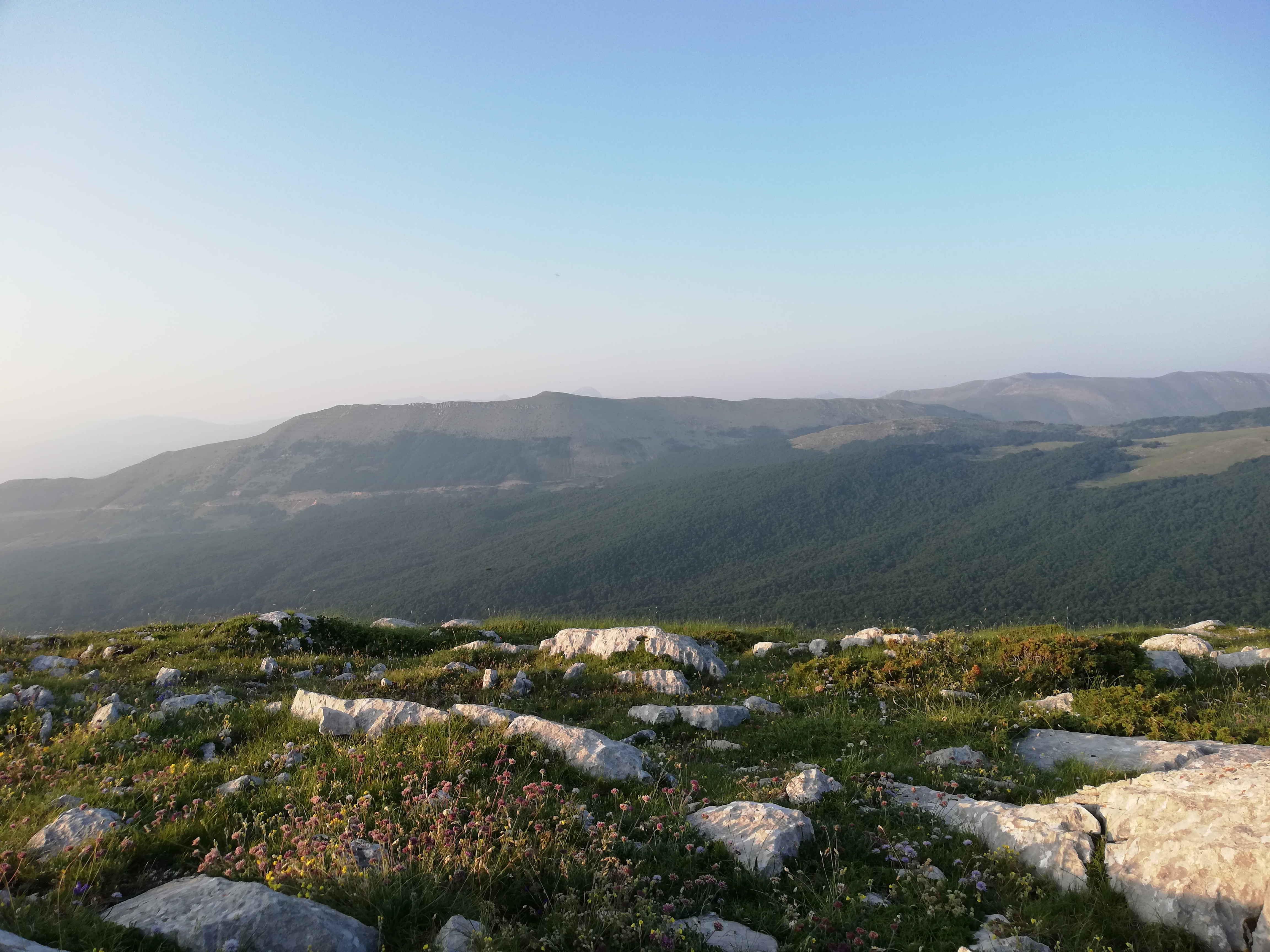
Il profilo del monte Orsello visto dal monte Ginepro
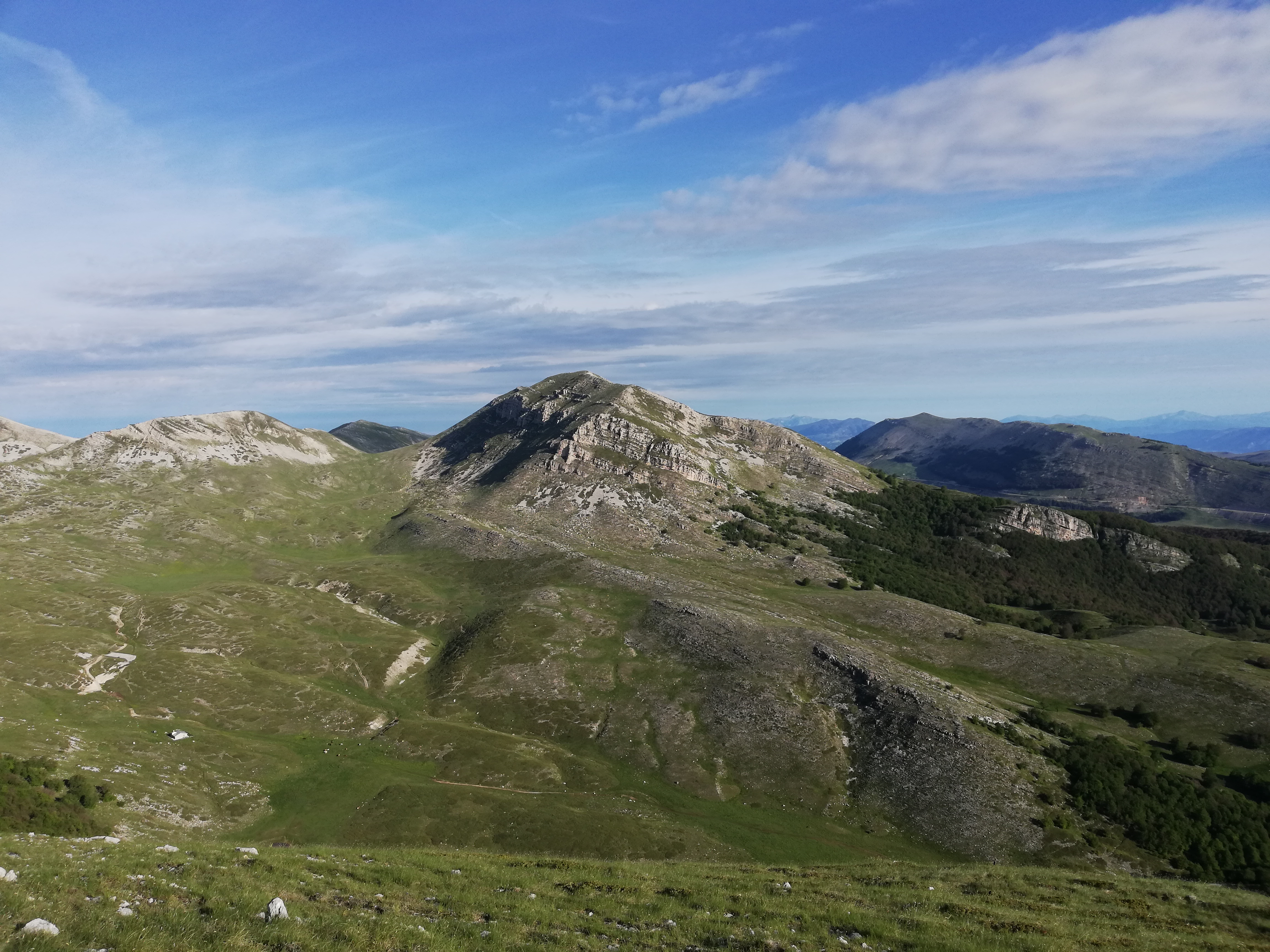
Monte Puzzillo visto da Cimata di Pezza
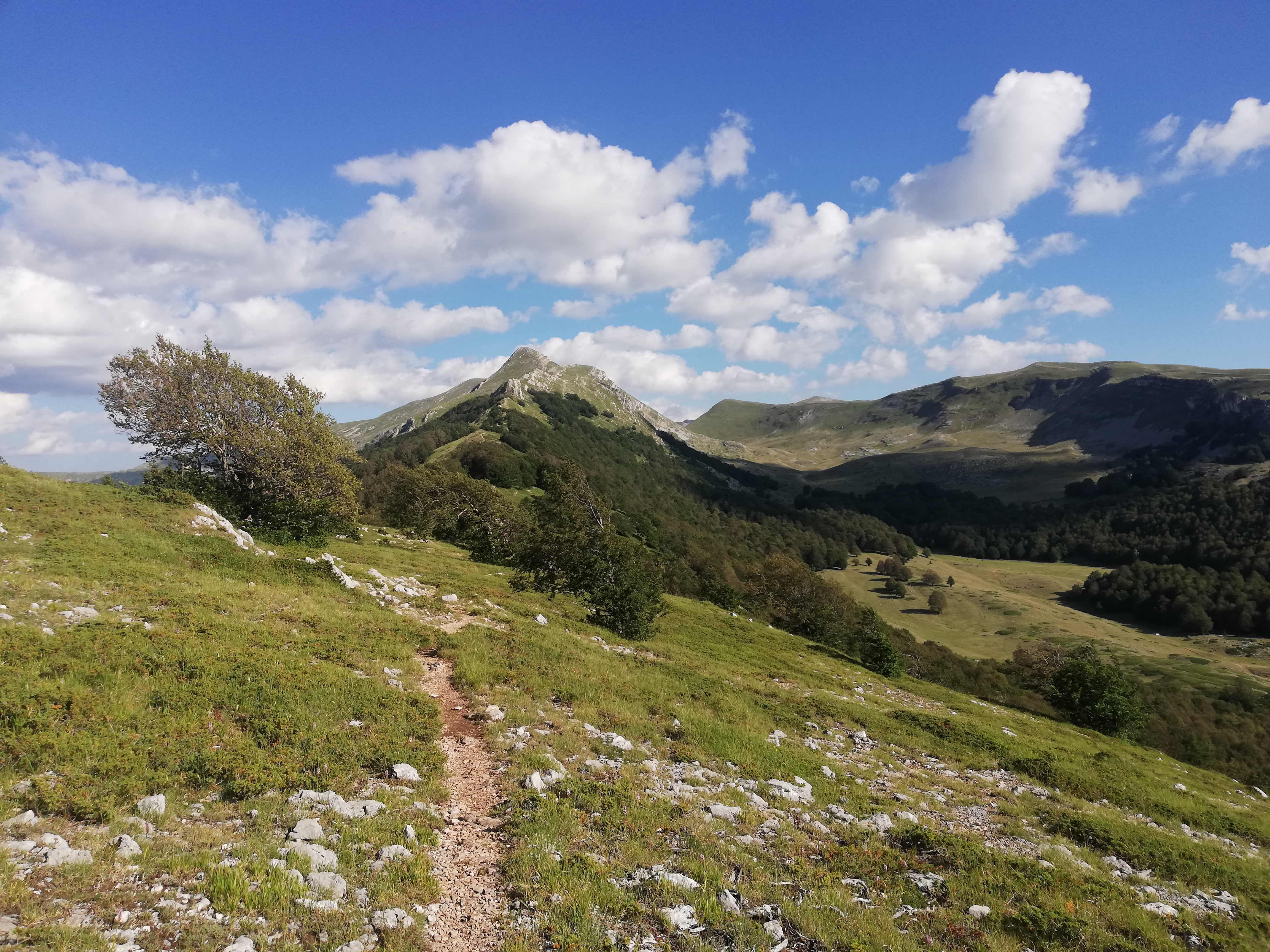
La cresta del monte Puzzillo da sopra il valico della Chiesola